# Haemaphysalis lagrangei
Haemaphysalis lagrangei är en fästingart som beskrevs av Larrousse 1925. Haemaphysalis lagrangei ingår i släktet Haemaphysalis och familjen hårda fästingar. Inga underarter finns listade i Catalogue of Life.